# 约纳斯·李
约纳斯·劳日兹·伊德米尔·李，（挪威語：Jonas Lauritz Idemil Lie,1833年11月6日—1908年7月5日挪威作家，与易卜生、比约恩斯彻纳·比昂松和亞歷山大·謝朗并列为十九世纪挪威文学界“四杰”。

## 生平
约纳斯·李生于挪威布斯克吕郡上埃克伊尔的霍克松。李五岁的时候，父亲被任命为北极圈里的城市特罗姆瑟的治安官，李在这里读过了毕生难忘的六年。他被家里送入位于海军基地弗莱德里克斯外恩的海军学校，但他的视力不佳，无法成为海军。他转入卑尔根的卑尔根教堂中学。1851年他进入克里斯蒂安尼亚大学，结识了易卜生和比昂松。1857年他获得法律学位，很快就在挪威瑞典边界上的孔斯温厄担任律师。1860年他和表妹托马西·李结婚，婚后生有五个孩子。
不久，约纳斯·李投资木材生意失败，加之律师所的事务冷清，他开始写作并给杂志撰稿来增加收入。1866年他的一本诗集出版，没有获得成功，但他仍坚持不懈地给报刊撰稿，来提高自己的写作水平。1870年他和妻子合著的小说《诺尔兰的梦幻和图景》受到欢迎。1871年李重新在诺尔兰郡游历，并去了芬马克郡。
随着李声名鹊起，挪威国会决定从1874年起发给他艺术家薪水。他利用这笔补贴游历了欧洲各国，如罗马、巴伐利亚、巴黎。1882年他回到挪威住了一段时间，但不久又回到欧洲大陆游历，直到1893年他才返回故土，定居在克里斯蒂安萨恩德的霍斯科根。1904年约纳斯·李获得圣奥拉夫勋章大十字。他的妻子托马茜·李去世后不到一年，约纳斯·李也去世了。他的儿子恩里克·李(1868–1943)，是一位作家和文化史学者。他还是作家柏恩特·李的叔叔，托马西·李则是挪威裔美国画家约纳斯·李的姨妈

## 主要作品

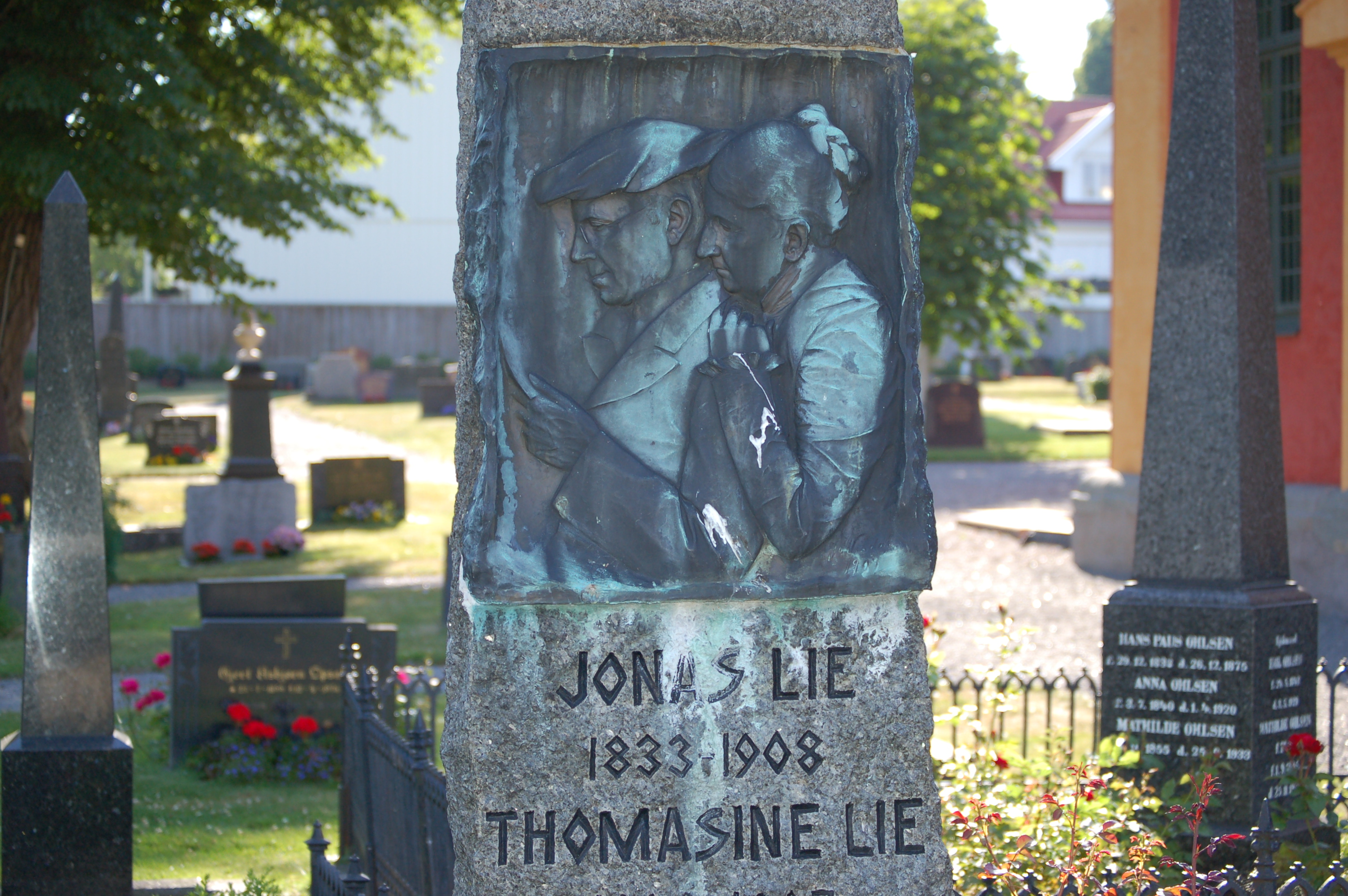
约纳斯·李和妻子托马茜·李合葬墓

约纳斯·李的作品多数取材现实，描绘了挪威北部各阶层各行业人群的生活，以写家庭生活和妇女的生存压力著称。他也会涉及社会冲突和矛盾，但不像当时其他作家那样对社会持强烈的批判态度。他主要的作品有：
- 《诺尔兰的梦幻和图景》(1870) 一部描述诺尔兰地区海洋和神话的书，结合了梦想与现实，具有浪漫主义色彩。
- 《引港员和他的妻子》（1874）
- 《托马斯·罗斯》（1878）
- 《向前走》（1882）
- 《吉尔约岭上的一家》（1883），这是约纳斯·李的代表作，写居住在挪威山区的一个军官的家庭生活，提出了挪威妇女的社会地位、婚姻状况和受教育权利等问题。
- 《指挥官的女儿》（1886）
- 《邪恶的权力》（1890）
- 《挪威故事》（1891-1892）
- 《当太阳落山时》（1895）
- 《当铁幕落下时》（1901）